# WTA Poland Open
A WTA Poland Open (szponzorált nevén: BNP Paribas Poland Open) Női tenisztorna Lengyelországban, 2021-ben Gdynia településen, 2022-től Varsóban
A torna WTA 250 kategóriájú, összdíjazása 235 238 amerikai dollár. Az egyéni főtáblán 32 játékos indulhat, a selejtezőben 16-an kezdhetik meg a küzdelmeket. A párosok versenyén 16 pár vehet részt.
A mérkőzéseket salakos pályákon játsszák. Az első versenyt 2021-ben rendezték meg.

## Döntők

### Egyéni
| Év   | Győztes         | Ellenfél a döntőben | Eredmény a döntőben |
| ---- | --------------- | ------------------- | ------------------- |
| 2022 | Caroline Garcia | Ana Bogdan          | 6–4, 6–1            |
| 2021 | Maryna Zanevska | Kristína Kučová     | 6–4, 7–6(4)         |

### Páros
| Év   | Győztes                          | Ellenfelek a döntőben               | Eredmény a döntőben |
| ---- | -------------------------------- | ----------------------------------- | ------------------- |
| 2022 | Anna Danilina Anna-Lena Friedsam | Katarzyna Kawa Alicja Rosolska      | 6–4, 5–7, [10–5]    |
| 2021 | Anna Danilina Lidzija Marozava   | Katerina Bondarenko Katarzyna Piter | 6–3, 6–2            |